# Hochschule für Musik Franz Liszt Weimar

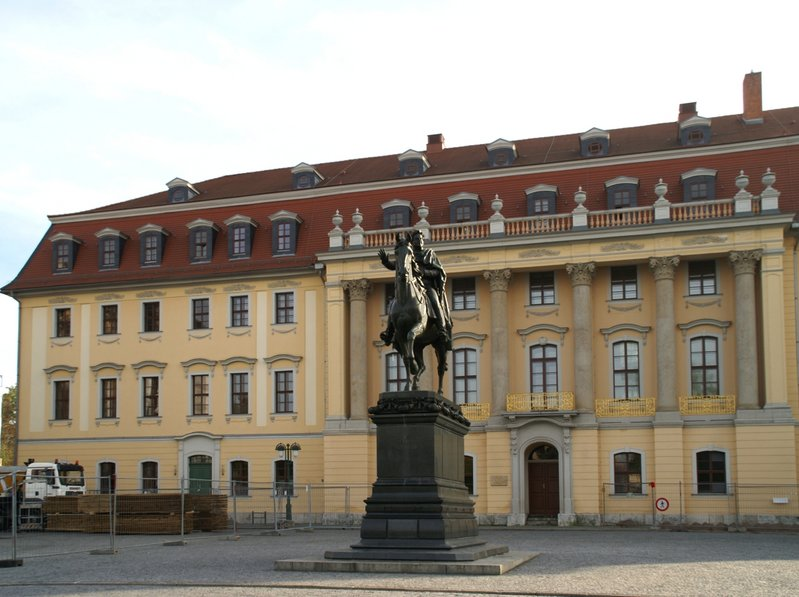
Główny budynek uniwersytetu, Dom książęcy w Weimarze

Wyższa Szkoła Muzyczna im. Ferenca Liszta, Uniwersytet Muzyczny Weimar „Franz Liszt” (niem. Hochschule für Musik Franz Liszt Weimar) – niemiecki uniwersytet muzyczny z siedzibą w Weimarze, w kraju związkowym Turyngia. 

## Historia
Dom książęcy w Weimarze, zbudowany przez architekta Antona Georga Hauptmanna i zaprojektowany przez mistrza budowlanego Johanna Gottfrieda Schlegla, został ukończony w 1774 roku. Stało się to w samą porę, aby przenieść do niego Weimarer Hof czyli urząd miejski, ponieważ pałac miejski w Weimarze spłonął niemal całkowicie w tym samym roku. Dom książęcy w Weimarze stał się siedzibą i jest dziś głównym budynkiem uniwersytetu.
Ferenc Liszt był zaangażowany w zakładanie szkół muzycznych od około 1850 r., szczególnie w stworzenie ośrodka szkoleniowego dla muzyków orkiestrowych w Weimarze. Ale dopiero w 1872 roku Carl Müllerhartung założył pierwszą szkołę orkiestry w Niemczech w Weimarze. Szkolenie odbywało się na wszystkich instrumentach orkiestrowych, a także na fortepianie i w zakresie dyrygentury. W kolejnym etapie dołączono zajęcia śpiewu, opery i teatru, kompozycji, oraz szkolenie pedagogiczne dla nauczycieli w zakresie instrumentalnym i wokalnym, a wkrótce także szkolenie wirtuozowskie. W 1948 r. pojawiły się obligatoryjne zajęcia z zakresu teorii muzyki i historii muzyki oraz nowy niezależny kierunek studiów, muzykologia. 
Rozwój szkoły wpływał z czasem na zmiany jej nazwy:
- 1877 Orkiestra i Szkoła muzyczna
- 1885 Szkoła orkiestry, muzyki i opery
- 1899 Szkoła muzyczna, operowa i teatralna
- 1902 Wielkoksiążęca Szkoła Muzyczna
- 1919 Państwowa Szkoła Muzyczna
- 1930 Państwowy Uniwersytet Muzyczny
- W 1956 r. uczelnia otrzymała obecną nazwę: Uniwersytet Muzyczny Weimar „Franz Liszt”

W październiku 1995 r. utworzono Państwowe Archiwum Muzyki w Turyngii (nazwa własna : HSA | ThLMA) jako centralną instytucję uniwersytetu. 
Uniwersytet muzyczny w Weimarze, nazwany imieniem Franza Liszta, wykorzystuje dziś także budynek Altenburga, długoterminowej rezydencji Liszta w Weimarze.
W 2017 na Uniwersytecie Muzycznym „Franz Liszt” w Weimarze kształciło się 872 studentów a kadra profesorska liczyła 72 osoby. 

## Rektorzy
- 1872 Carl Müllerhartung
- 1902 Erich Wolf Degner
- 1909 Waldemar von Baußnern
- 1916 Bruno Hinze-Reinhold
- 1934 Felix Oberborbeck
- 1939 Paul Sixt
- 1945 Walter Schulz
- 1948 Ottmar Gerster
- 1952 Willi Niggeling
- 1955 Werner Felix
- 1966 Johann Cilenšek
- 1972 Hans-Rudolf Jung
- 1980 Diethelm Müller-Nilsson
- 1990 Wolfgang Marggraf
- 1993 Wolfram Huschke
- 2001 Rolf-Dieter Arens
- od 2010 Christoph Stölzl

## Literatura
- Wolfram Huschke: Zukunft Musik. Eine Geschichte der Hochschule für Musik Franz Liszt Weimar. Böhlau, Weimar 2006, ISBN 3-412-30905-2.
- Christoph Stölzl, Wolfram Huschke (Hrsg.): Réminiscences à Liszt. Hochschule für Musik Franz Liszt Weimar, Weimar 2011[3]
- Günter Knoblauch, Roland Mey: Defekte einer Hochschulchronik: Die Hochschule für Musik FRANZ LISZT in Weimar – eine Aufarbeitung. Mitteldeutscher Verlag, Halle 2018, ISBN 978-3-95462-952-7